# Rochivo
Rochivo är en ort i Mexiko.   Den ligger i kommunen Bocoyna och delstaten Chihuahua, i den nordvästra delen av landet, 1 300 km nordväst om huvudstaden Mexico City. Rochivo ligger 2 361 meter över havet och antalet invånare är 330.
Terrängen runt Rochivo är kuperad norrut, men söderut är den platt. Runt Rochivo är det glesbefolkat, med 12 invånare per kvadratkilometer. Närmaste större samhälle är Creel, 1,9 km sydost om Rochivo. Omgivningarna runt Rochivo är i huvudsak ett öppet busklandskap.